# La cravate
La cravate è un cortometraggio del 1957 diretto da Alejandro Jodorowsky.